# Slime MoriMori Dragon Quest: Shōgeki no Shippo Dan
Slime MoriMori Dragon Quest: Shōgeki no Shippo Dan (スライムもりもり • ドラゴンクエスト • 衝撃のしっぽ団) est un jeu vidéo d'action-RPG développé par TOSE en 2003 sur Game Boy Advance pour l'éditeur japonais Square Enix.